# Jhon Jairo Velásquez
Jhon Jairo Velásquez Vásquez (Yarumal, 15 de abril de 1962-Bogotá, 6 de febrero de 2020), conocido con el alias de Popeye, fue un criminal colombiano, conocido principalmente por haber sido uno de los sicarios del Cartel de Medellín liderado por Pablo Escobar, hasta su detención en 1992. 
Fue jefe de grupos de sicarios, y era uno de los miembros del grupo personal de seguridad de Pablo Escobar, jefe de la organización criminal autodenominada Los Extraditables. También fue youtuber y su canal «Popeye_Arrepentido» llegó a tener más de 1.500.000 de suscriptores. Su contenido principal era contar su versión histórica de los hechos acaecidos en relación con su actividad criminal al interior del Cártel de Medellín, así como su incursión en proselitismo social y político.
Su historia ha recibido atención por parte de la opinión pública, ya que, a través de declaraciones ante la justicia ordinaria, medios de comunicación masivos y publicación de memorias en medios impresos, se han dado a conocer detalles de la dinámica de las operaciones del Cartel de Medellín y su interacción con otras estructuras criminales y gubernamentales en el ámbito nacional e internacional, lo cual ha servido en la conducción de procesos judiciales al mismo tiempo que ha suscitado controversias.
El 26 de agosto de 2014, tras 23 años de prisión, «Popeye» fue puesto en libertad condicional, se le dio salida de la cárcel de alta seguridad de Cómbita en Boyacá. En mayo de 2018 fue apresado con medida de aseguramiento por varias denuncias en su contra, las cuales incluían cargos por extorsión, concierto para delinquir, amenazas e incitación al odio, quedando detenido de manera provisional en la Cárcel de Máxima Seguridad de Valledupar.
Falleció el día 6 de febrero del 2020 a las 5:30 a. m. en el Instituto Nacional de cancerología luego de que se le diagnosticase cáncer de esófago terminal y luchó con esta enfermedad durante casi medio año, hasta que hizo metástasis hasta su estómago.

## Biografía
Jhon Jairo Velásquez Vásquez nació el 15 de abril de 1962 en el municipio de Yarumal, del departamento de Antioquia, siendo más tarde admitido en la Escuela de Cadetes de Policía General Santander. Más adelante ingresó en la Academia Toscana, donde realizó cursos de y pedicura. Días después se retiró por no encontrar satisfacción alguna en esta profesión[cita requerida] y se dedicó a la barbería en Robledo, Maruchenga y Boston, en el centro de Medellín. Posteriormente ingresó a la escuela de la Armada de la República de Colombia, donde obtuvo su característico apodo de Popeye debido a su parecido físico con el personaje de las tiras cómicas, suprimido después con cirugía plástica.

### Estudios
Terminó el graduado escolar. Ingresó a la Escuela de Suboficiales de la Armada Colombiana, de donde rápidamente se retiró e ingresó a la Escuela de Cadetes de Policía General Santander, en la que no obtuvo satisfacción personal y terminó retirándose.
Dentro de prisión, Velásquez continuó con sus estudios y obtuvo 14 diplomas, entre ellos uno que lo acreditaba como recuperador ambiental certificado por el Servicio Nacional de Aprendizaje (SENA), escuela de oficios.

## Carrera delictiva
Después de su salida de la Escuela de Grumetes de la Armada de la República de Colombia le fue ofrecido el empleo de guardaespaldas de la Reina Nacional de la Ganadería de 1984, la antioqueña Elsy Sofía Escobar Muriel el cual tomó sin inconvenientes ya que el único requisito era tener un arma de fuego con salvoconducto. Este trabajo le conectó directamente con Pablo Emilio Escobar Gaviria ya que Elsy Sofía era amante del narcotraficante. Cuando Elsy Sofía terminó la relación con Pablo Escobar, Popeye quedó sin trabajo y este decidió pedirle al capo que lo contratara dentro de su organización criminal, el Cartel de Medellín, bajo el pretexto de "Yo conozco sus caletas. O me da trabajo o me mata." tal como dijera en una entrevista al programa periodístico «Ahí está la verdad: Confesiones de un criminal».
Siendo alguna vez señalado como jefe máximo de sicarios del Cartel de Medellín por los medios de comunicación colombianos, en especial aquellos centrados en la capital Bogotá, se ha podido esclarecer que dentro del Cártel era un mando relativamente alto; el criminal reconoció que si hubo otros jefes de sicarios por encima de él como Jhon Jairo Arias Tascón alias 'Pinina' , Mario Alberto Castaño Molina alias 'El Chopo', Luís Carlos Aguilar alias 'El Mugre', Carlos Mario Alzate Urquijo 'El Arete', y confesó alrededor de 250 a 300 homicidios, el secuestro del entonces candidato a la alcaldía de Bogotá; Andrés Pastrana Arango (quien sería después Presidente de la República), el secuestro del periodista Francisco Santos (quien sería después Vicepresidente de la República), el secuestro y asesinato del procurador Carlos Mauro Hoyos y la complicidad en los homicidios del gobernador de Antioquia Antonio Roldán Betancourt. También confesó haber participado, junto a John Jairo Arias Tascón, alias "Pinina", en el asesinato del comandante de la policía de Antioquia, coronel Valdemar Franklin Quintero, y del candidato presidencial Luis Carlos Galán, al declarar haber suministrado el arma para el magnicidio, y fue también implicado en los procesos del atentado terrorista en el vuelo 203 de Avianca.
Popeye llegó a ser el compañero sentimental de Wendy Chavarriaga Gil, una de las mujeres de Escobar, que fue mandada asesinar por el capo tras sospechar de que era confidente de la policía. Escobar le encomendó dicha misión al propio «Popeye», sabedor de su aventura con su amante; este explicó en una entrevista: «Pablo se dirigió a mí y me dijo que sabía de lo mío con su amante, pero a su vez su mujer era una confidente. Él fue claro: "o vos o ella"; y pues, no lo dudé ni un sólo segundo».

## Condenas
Desde 1992, Popeye cumplió una condena de cárcel bajo acusaciones de terrorismo, narcotráfico, concierto para delinquir con fines terroristas y homicidio. Durante 2000 y 2001, Popeye estuvo involucrado en los enfrentamientos armados en la cárcel La Modelo. En 2008 el lugarteniente de Pablo Escobar fue condenado a 23 años y 3 meses por otros procesos judiciales en su contra. El 22 de agosto de 2014 se dio a conocer la noticia según la cual había recibido la libertad condicional por haber cumplido el 60% de su condena, pero que viéndose involucrado en otros procesos, la libertad condicional no sería en la práctica obtenida sin embargo fue liberado el 26 de agosto de 2014.
Popeye fue responsable directo de la muerte de más de 250 personas, la participación en la muerte de otras 50 000 y de la coordinación de al menos 200 coches bomba en toda Colombia, durante su vida delictiva.

## Vida personal
Según Velásquez, él mató a su novia después de que fuera expuesta como informante. Escobar le encomendó a Velásquez deshacerse de dicha informante. En una entrevista, según Popeye, Escobar estaba claro en sus instrucciones, «'Vos o ella', yo no dudé ni un sólo segundo…».
La controversia ha seguido a Popeye desde su liberación de la prisión. El 12 de diciembre de 2016 apareció un vídeo en el que Velásquez dispara una pistola de fogueo (una réplica accionada por gas comprimido) en las calles de Medellín. En el vídeo, Velásquez dice: "Hola, guerreros. Estoy aquí en las calles de mi amada Medellín, probando mi hermosa Pietro Beretta 9mm. ¡La estamos disparando, es una muñeca, una belleza!". También controvertida es la relación de amistad que mantenía, según información de las autoridades colombianas, con Juan Carlos Mesa Vallejo, alias "Tom", jefe de la Oficina de Envigado, capturado el 9 de diciembre de 2017 mientras que celebraba su cumpleaños en el municipio de Guatapé, El Peñol, celebración donde estaba también Popeye, detenido de manera preventiva en el operativo pero dejado libre luego al no podérsele comprobar ningún hecho delictivo en ese instante. No obstante, la Fiscalía de Colombia solicitó ante un juez revocar la libertad condicional de Popeye, al considerar que violó el compromiso que firmó ante la justicia para poder salir de prisión al acompañar y compartir con un señalado narcotraficante que tenía orden de captura, por lo que también se investiga una posible relación de negocios criminales con La Oficina.
En diciembre de 2016, dos hombres en motocicletas se detuvieron junto a él mientras conducía su carro y le robaron sus gafas de marca de lujo, dos pulseras de oro y un teléfono móvil, dijo. También dijo que era la segunda vez que había sido blanco de esa manera. La policía dijo que no había denunciado los incidentes.
Velásquez tuvo un canal de YouTube desde el 1 de agosto de 2015 con el nombre de Popeye Arrepentido, donde llegó a contar con 1.000.000 de suscriptores. El 24 de enero de 2017 ganó el reconocimiento por los 100.000 suscriptores, recibiendo el botón de plata por parte de YouTube. Dentro del contenido, subió un video mostrando su apoyo al entonces candidato Sebastián Piñera para la Elección presidencial de Chile de 2017.
En su cuenta de Twitter se declaró de ultraderecha, admirador del uribismo al apoyar abiertamente la candidatura de Iván Duque, del partido de derecha Centro Democrático, en las elecciones presidenciales de 2018. También declaró en esta red social su odio hacia el candidato de izquierda en estas elecciones, Gustavo Petro, al igual que a sus simpatizantes, llamándolos "colectivos petristas"; incluso, amenazó a los seguidores de Petro con "usar su fusil" contra ellos, calificándolos de "malditas ratas, socios de las FARC y de Nicolás Maduro", generando el rechazo de las campañas políticas en contienda, incluyendo la de Duque. El senador Iván Cepeda, debido a las amenazas contra Petro y sus seguidores, presentó una denuncia en la Fiscalía General de la Nación contra Popeye por los delitos de hostigamiento por motivos de raza, religión, ideología política u origen nacional, étnico o cultural; calumnia; incitación al odio; amenaza; apología al genocidio y concierto para delinquir. En su defensa, Popeye manifestó que le hackearon su cuenta de Twitter colocando mensajes falsos.
El 25 de mayo de 2018 fue capturado Popeye debido a denuncias interpuestas por dos familias de Medellín, cercanas a narcotraficantes, que lo acusaron de extorsionarlos a cambio de no atentar contra sus vidas, siéndole imputados los delitos de extorsión agravada y concierto para delinquir agravado, por lo que un juez determinó enviarlo a la cárcel mientras avanzaba el proceso, además de la imputación de cargos por sus declaraciones en Twitter.
A principios de octubre de 2018 se conoció que Velásquez Vásquez se encontraba mal de salud y que había sido trasladado desde la cárcel de Valledupar a una clínica.
Varios medios informaron que padecía un cáncer de esófago con metástasis en pulmones e hígado y que se encontraba recibiendo tratamiento paliativo en un centro médico de Bogotá.

## Libro y televisión
Jhon Jairo Velásquez contó en Sobreviviendo a Pablo Escobar, libro coescrito con la periodista Astrid Legarda y publicado en 2005 por Ediciones Dipon y Gato azul, sus años de prisión y su visión del tiempo del Cartel de Medellín.
Una serie de televisión fue extraída de estas memorias por Caracol Televisión: Alias JJ: Lo que pasa tras las rejas, transmitida en esa red de febrero a mayo de 2017, luego en otros países y por Netflix.
Naturalmente, el libro, y por lo tanto su adaptación televisada, solo pueden reflejar la versión de los hechos de Jhon Jairo Velásquez y, como tales, son criticados por la falta de veracidad de su relación.
En la serie Escobar, el patrón del mal de 2012 fue interpretado por Carlos Mariño bajo el nombre de Yeison Taborda "El Marino".
En la serie Tres Caínes de 2013 fue interpretado por Sebastián Boscán bajo el nombre de "Espinaco".

## Fallecimiento
Murió a los 57 años el 6 de febrero de 2020 en Bogotá, en el Instituto Nacional de Cancerología, después de varias semanas de hospitalización por un cáncer de esófago.